# OPCAT

OPCAT-Mitglieder: dunkelgrün – ratifiziert, hellgrün – unterzeichnet

Das Fakultativprotokoll zum Übereinkommen gegen Folter und andere grausame, unmenschliche oder erniedrigende Behandlung oder Strafe (englisch Optional Protocol to the Convention against Torture and other Cruel, Inhuman or Degrading Treatment or Punishment, OPCAT, 2006) ist eine wichtige Ergänzung des Anti-Folter-Übereinkommens der Vereinten Nationen (1984).
Damit wird ein internationales System zur Inspektion von Haftorten etabliert, wie es in Europa bereits seit 1987 in Gestalt des Committee for the Prevention of Torture besteht.

## Geschichte
Die Idee zu dieser Art der Folterprävention geht auf den Schweizer Bankier und Philanthropen Jean-Jacques Gautier zurück. Dieser gründete 1977 in Genf das „Schweizerische Komitee zur Verhütung von Folter“ (heute: Association for the Prevention of Torture, APT). Nach dem Vorbild der Inspektionen von Kriegsgefangenenlagern des Internationalen Komitees vom Roten Kreuz sollte ein weltweites Besuchssystem an allen Haftorten etabliert werden. 1978 tauchte die Idee auf, dieses Besuchsystem in der Form eines Zusatzprotokolls zur damals noch in Ausarbeitung stehenden Anti-Folter-Konvention der Vereinten Nationen zu verankern. Als diese 1984 schließlich verabschiedet wurde, fehlte es zunächst an den erforderlichen Mehrheiten für das geplante Fakultativprotokoll. Der mit der Umsetzung der UNO-Konvention betraute Ausschuss gegen Folter verfügte nur über schwache Möglichkeiten: er konnte die von den Regierungen verfertigten Berichte prüfen und diskutieren, notfalls einen „Sonderberichterstatter“ (Special Rapporteur) zur Prüfung von Foltervorwürfen gegen einzelne Staaten einsetzen. Aber weder die Mitglieder des Ausschusses, noch der UN-Sonderberichterstatter über Folter konnten ohne Einverständnis der betreffenden Regierung das Land besuchen, geschweige denn Untersuchungen vor Ort durchführen.
Zur gleichen Zeit hatte der Europarat die Idee eines Inspektionssystems aller Haftorte im regionalen Rahmen mit der Europäischen Antifolterkonvention von 1987 verwirklicht. Die erfolgreiche Praxis dieses Übereinkommens, insbesondere die Besuche und Berichte des Europäischen Committee for the Prevention of Torture (CPT), waren wohl ausschlaggebend dafür, dass das lange geplante Fakultativprotokoll schließlich doch zustande kam. OPCAT wurde am 18. Dezember 2002 von der Generalversammlung der Vereinten Nationen beschlossen und zur Unterzeichnung ausgelegt. Das Fakultativprotokoll trat am 22. Juni 2006, nach Ratifikation durch die dafür erforderliche Mindestzahl von 20 Staaten, in Kraft.
Österreich hat das Fakultativprotokoll am 4. Dezember 2012 ratifiziert. Deutschland hat das Übereinkommen am 20. September 2006 unterzeichnet, mit Zustimmungsgesetz des Bundestages vom 26. August 2008 in innerstaatliches Recht umgesetzt und am 4. Dezember 2008 ratifiziert. Die Schweiz ratifizierte es am 24. Oktober 2009.

## Zielsetzung
Zielsetzung des OPCAT ist die Verhütung von Folter und anderer grausamer, unmenschlicher oder erniedrigender Behandlung oder Strafe. Dies soll durch ein System regelmäßiger Besuche durch unabhängige internationale und nationale Institutionen an allen Orten, an denen Personen die Freiheit entzogen ist, gewährleistet werden (Art. 1). Diese Aufgabe wird einem Unterausschuss für Prävention (Subcommittee on Prevention of Torture; SPT) übertragen (Art. 2). Die Vertragsstaaten haben sich dazu verpflichtet, dem Unterausschuss unbeschränkten Zugang zu allen Informationen über Haftorte, unbeschränkten Zugang zu diesen Haftorten selbst und Gelegenheit mit Gefangenen unbeaufsichtigt zu sprechen (Art. 14). Ganz entsprechend dem Europäischen System werden die Ergebnisse der Inspektion zunächst nur der Regierung des Vertragsstaates vertraulich mitgeteilt und nur dann veröffentlicht, „wenn der Vertragsstaat dies wünscht“ (Art. 16 Abs. 2). Nur wenn ein Vertragsstaat es ablehnt, mit dem Unterausschuss zusammenzuarbeiten, kann der Ausschuss gegen Folter beschließen, einseitig eine öffentliche Erklärung dazu abzugeben oder den Bericht des Untersuchungsausschusses zu veröffentlichen (Art. 16 Abs. 4).

## Unterausschuss für Prävention von Folter (SPT)
Am 19. Februar 2007 ist der Unterausschuss für Prävention (SPT) zum ersten Mal zusammengetreten. Er setzt sich aus Personen zusammen, die von den Mitgliedsstaaten vorgeschlagen werden und von den Vertretern der Mitgliedsstaaten mit einfacher Mehrheit gewählt werden. Es sollen Personen von anerkannter moralischer Statur sein und Kompetenz in dem hier relevanten Bereich der Menschenrechte aufweisen. Sie sollen ihre Tätigkeit unabhängig und unparteiisch ausüben und nur ihrem Gewissen verantwortlich sein. Sie werden für vier Jahre gewählt, wobei alle zwei Jahre die Hälfte der Mitglieder ersetzt wird; Wiederwahl ist möglich. Die Namen der gegenwärtigen Mitglieder finden sich auf der Website des SPT.

## Nationale Präventionsmechanismen
Während das dargestellte Inspektionssystem weitgehend dem in Europa bereits seit 1987 praktizierten folgt, enthält das Fakultativprotokoll eine darüber hinausgehende Bestimmung. In Art. 3 heißt es: „Jeder Vertragsstaat bildet, bestimmt oder unterhält auf innerstaatlicher Ebene eine oder mehrere Stellen, die zur Verhinderung von Folter und anderer grausamer, unmenschlicher oder erniedrigender Behandlung oder Strafe Besuche durchführen“. Für diesen „nationalen Präventionsmechanismus“ soll der Staat mehrere Garantien übernehmen: die Unabhängigkeit der Institution und ihres Personals, die nötige Sachkompetenz, eine ausgewogene Beteiligung des Geschlechter, eine angemessene Vertretung der ethnischen Gruppen und Minderheiten des Landes und die für die Arbeit erforderlichen finanziellen Mittel (Art. 18).

### Nationaler Präventionsmechanismus in Deutschland
In Deutschland wurde die Nationale Stelle zur Verhütung von Folter nach Ratifikation des OPCAT als Nationaler Präventionsmechanismus neu errichtet. Hierzu schuf das Bundesministerium der Justiz durch Organisationserlass vom 20. November 2008 eine mit ehrenamtlichen Mitgliedern besetzte Bundesstelle zur Verhütung von Folter, die alle Orte der Freiheitsentziehung im Zuständigkeitsbereich des Bundes besucht. Die Länder errichteten durch Staatsvertrag vom 25. Juni 2009 eine ebenfalls ehrenamtlich besetzte gemeinsame Länderkommission, die für alle von ihnen zu verantwortende Orte zuständig ist. Gemäß einer Verwaltungsvereinbarung arbeiten Bundesstelle und Länderkommission als Nationale Stelle zur Verhütung von Folter zusammen. Sie werden durch eine gemeinsame hauptamtliche Geschäftsstelle unterstützt, die bei der Kriminologischen Zentralstelle in Wiesbaden angesiedelt ist.

### Nationaler Präventionsmechanismus in Österreich
In Österreich ist die Volksanwaltschaft seit dem 1. Juli 2012 für den Schutz und die Förderung der Menschenrechte zuständig.
Gemeinsam mit sechs regionalen Kommissionen werden Einrichtungen kontrolliert, in denen es zum Entzug oder zur Einschränkung der persönlichen Freiheit kommt oder kommen kann, etwa in Justizanstalten oder Pflegeheimen. Die Kontrolle erstreckt sich auch auf Einrichtungen und Programme für Menschen mit Behinderungen und es wird die Verwaltung als vollziehende Gewalt beobachtet, wenn unmittelbare Befehls- und Zwangsgewalt, etwa bei Abschiebungen, Demonstrationen und Polizeieinsätzen ausgeübt wird. Im Kern geht es darum, Risikofaktoren für Menschenrechtsverletzungen frühzeitig zu erkennen und abzustellen.
Neben der präventiven Kontrolle kann sich jeder Mensch ausdrücklich bei der Volksanwaltschaft wegen behaupteter Verletzung der Menschenrechte beschweren.
Der verfassungsgesetzliche Auftrag zum Schutz der Menschenrechte als „Nationaler Präventionsmechanismus“ (NPM) gründet sich auf zwei bedeutende Rechtsakte der Vereinten Nationen: Einerseits das UN-Fakultativprotokoll zum Übereinkommen gegen Folter und andere grausame, unmenschliche oder erniedrigende Behandlung oder Strafe (OPCAT) und andererseits die UN-Behindertenrechtskonvention.
Die Volksanwaltschaft legt ihre aktuellen Prüfergebnisse in ihren Berichten an den Nationalrat und an die Landtage dar. Sie ist außerdem verpflichtet, jährlich dem UN-Unterausschuss zur Verhütung von Folter über ihre Arbeit als Nationaler Präventionsmechanismus zur Verhütung von Folter zu berichten.

#### Die Kommissionen der Volksanwaltschaft
Um die Aufgaben als NPM umsetzen zu können, hat die Volksanwaltschaft sechs regionale Kommissionen eingerichtet.
Die Expertinnen- und Expertenkommissionen haben uneingeschränkten Zutritt zu allen Einrichtungen und erhalten alle für die Ausübung ihres Mandats erforderlichen Informationen und Unterlagen. Sie haben etwa auch umfassenden Zugriff auf medizinische Daten von Häftlingen in Polizeianhaltezentren. Die Kommissionen können auf ihren Wunsch vertrauliche Gespräche mit Angehaltenen bzw. Menschen mit Behinderungen führen.
Die Kommissionen orientieren sich bei ihrer verantwortungsvollen Tätigkeit an den von der Volksanwaltschaft vorgegebenen Prüfschwerpunkten. Sie berichten über ihre Besuche und Überprüfungen direkt an die Volksanwaltschaft und schließen Einschätzungen von Menschenrechtsverletzungen und Empfehlungen zu deren Verhinderung an. Kommt die Volksanwaltschaft zu abweichenden Feststellungen, so sind die Kommissionen berechtigt, den Berichten der Volksanwaltschaft entsprechende Bemerkungen anzufügen.
Jede Kommission besteht aus einer Leitung sowie Mitgliedern, die gemäß internationalen Vorgaben unter Berücksichtigung der Geschlechterparität von der Volksanwaltschaft bestellt werden. Sie sind multiethnisch und multidisziplinär zusammengesetzt. Bundesweit gibt es sechs regionale Kommissionen mit mindestens 42 nebenberuflich tätigen Mitgliedern.